# Tmogvi
Tmogvi (gruzínsky თმოგვი, IPA: tʰmɔgvi; arménsky Թմկաբերդ, také Tmkaberd nebo Tmuk, či Tmok) je zřícenina hradní pevnosti v jihogruzínském kraji Samcche-Džavachetie, na levém břehu řeky Kura, několik kilometrů po proudu od jeskynního města Vardzia. Pevnost je gruzínskou národní kulturní památkou a součástí historického a architektonického muzejního komplexu Vardzia.

## Historie
Jméno „Tmogvi“ je odvozeno od gruzínského slova mogvi (მოგვი), znamenajícího „pohanský kněz“, „(perský) mág“ . Pevnost je poprvé zmiňována ve zdrojích z 9. století. Byla postavena jako obranná pevnost sloužící ke kontrole starobylé obchodní cesty z náhorní plošiny Džavacheti vedoucí údolím řeky Kura. Šlo o nejvýznamnější vojenskou základnu v celé oblasti Džavachetie. Feudálními pány v oblasti byli Bagrationové, respektive jejich gruzínská rodová větev.
Význam Tmogvi ještě vzrostl poté, co bylo kolem roku 900 zničeno město Tsunda i s tamní pevností. Počátkem 11. století přešla pevnost pod přímou kontrolu sjednoceného Gruzínského království. V roce 1073 získal pevnost jako apanáž šlechtic Niania Kuabulidze; jeho potomci ji drželi v následujících staletích, než se dostala do majetku významných feudálních rodů: Toreli, Tmogveli, Šalikašvili nebo Džakeli. V roce 1088 byla pevnost silně poškozena zemětřesením. 
V roce 1578 ovládla pevnost i region Osmanská říše. V roce 1829, po skončení rusko-turecké války a podpisu Drinopolského míru, připadla pevnost i s celou přilehlou oblastí Ruskému impériu. 
V pevnosti se narodil středověký gruzínský spisovatel Sargis Tmogveli a také arménský filosof Grigor Tatevatsi.

## Architektura

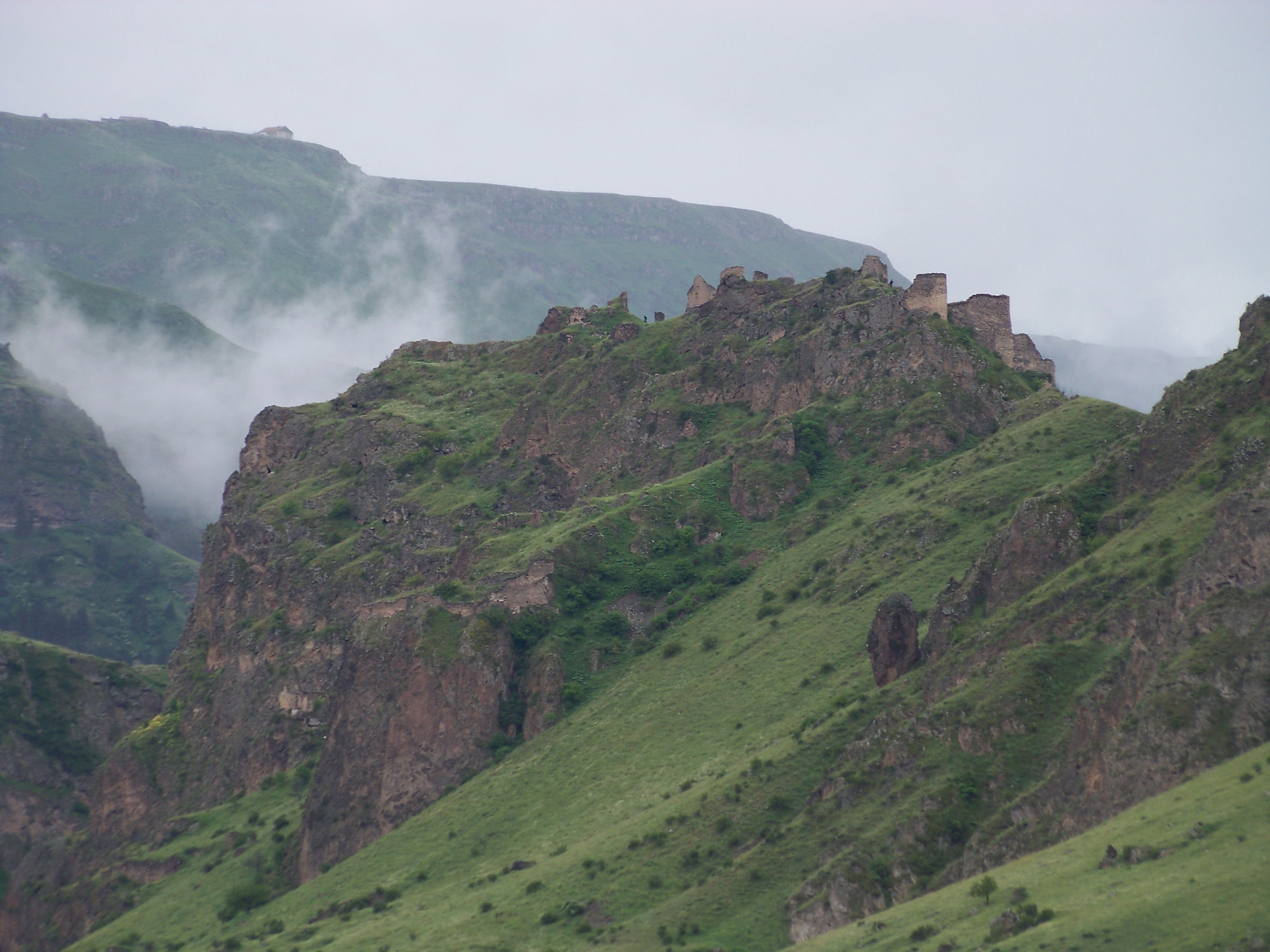
Ruiny Tmogvi, pohled ze severu

Pevnost Tmogvi byla postavena na vrcholu hory vysoko nad tokem řeky Kura. Rozšířena byla na tři sousední vrcholy a obehnána hradbami, které jsou 150 metrů dlouhé a tři metry silné. Hradby doplňují přirozenou obranou linii, kterou tvoří skalní útesy. Uvnitř areálu bylo vybudováno několik věží. Také byl vyražen tajný tunel vedoucí z hradu k řece Kuře, který měl sloužit pro dopravu pitné vody v případě obléhání. Do současnosti se v lepším stavu dochovala západní část pevnosti. Uvnitř areálu stojí několik budov. Předpokládá se, že budova se čtvercovým půdorysem, postavená z tufu na čedičových základech sloužila jako kostel. Vně hradeb na západní straně stojí taktéž poškozený kostel zasvěcený svatému Efrémovi, v němž se nachází fragmenty fresek ze 13. století.

## Tmogvi v literatuře
V roce 1902 napsal arménský „národní básník“ Hovhannes Tumanjan jednu ze svých nejslavnějších básní s názvem Dobytí Tmkaberdu (Թմկաբերդի առումը). Tématem této básně je epizoda z bojů domorodých arménských vůdců proti Perské říši v první polovině 18. století, a dobytí pevnosti Tmkaberd perským vládcem Nádir Šáhem, údajně v důsledku zrady kněžny Almast, manželky velitele obránců knížete Tatula. Básnířka Sofie Parnoková, označovaná jako „ruská Sapfó“, napsala na motivy básně libreto, o nějž ji pro svou plánovanou operu Almast požádal arménský skladatel Alexander Spendiarjan. 

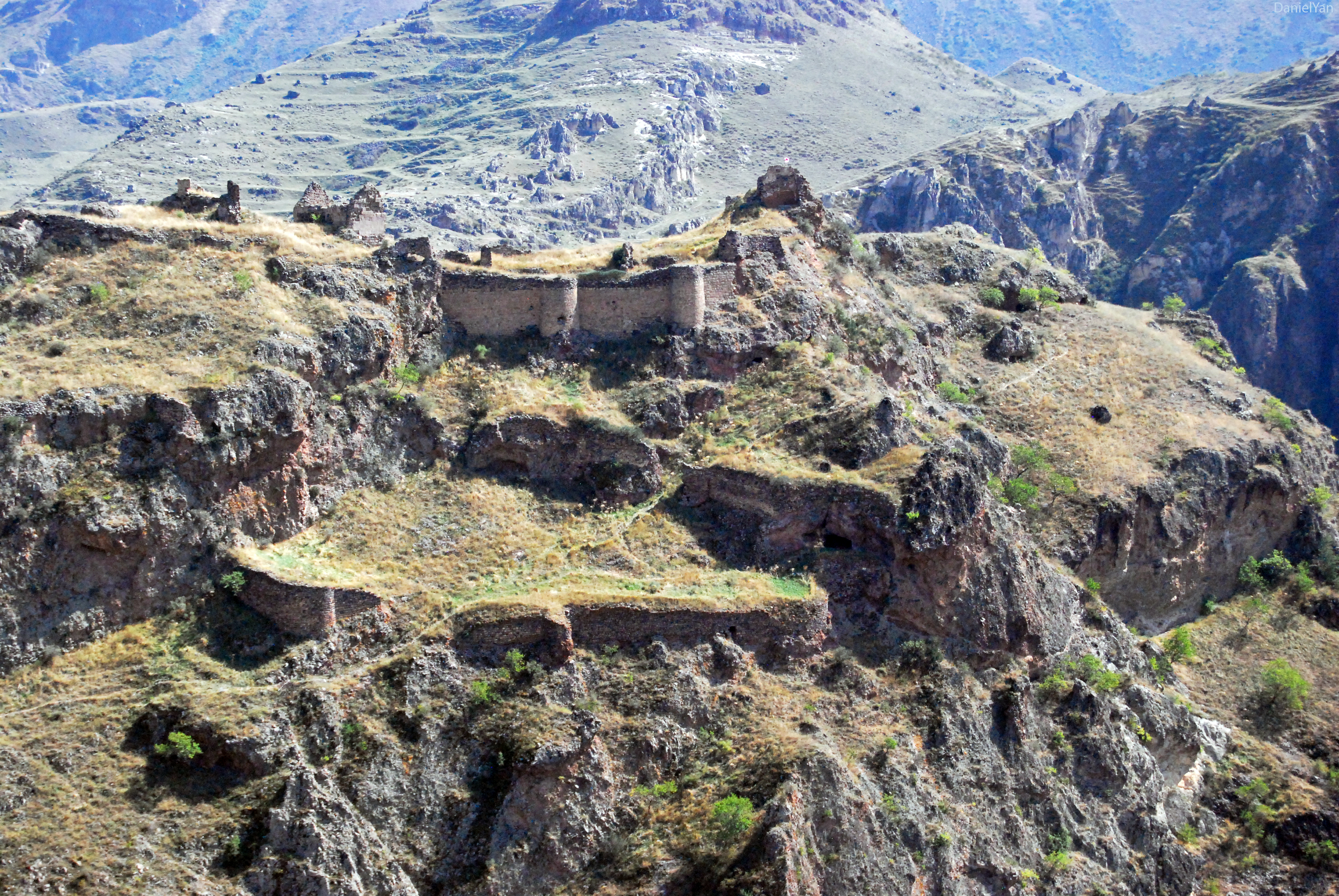
Tmogvi